# Sematophyllum steyermarkii
Sematophyllum steyermarkii är en bladmossart som beskrevs av Edwin Bunting Bartram 1946. Sematophyllum steyermarkii ingår i släktet Sematophyllum och familjen Sematophyllaceae. Inga underarter finns listade i Catalogue of Life.